# 부산광역시의 사찰 목록
부산광역시의 사찰은 문화관광부의 2005년 5월 자 자료를 기본으로 하여 빠진 내용을 추가한 것들이다.
| 사찰     | 한자      | 주소                         | 종파   | 링크 |
| -------- | --------- | ---------------------------- | ------ | ---- |
| 감천사   | 甘泉寺    | 연제구 묘봉산로 40           | 원효종 |      |
| 광명사   | 光明寺    | 부산진구 안창로14번길 46     | 조계종 |      |
| 국청사   | 國淸寺    | 금정구 북문로 42             | 조계종 |      |
| 금수사   | 金水寺    | 동구 망양로 533-1            | 원효종 |      |
| 금용암   | 金蓉庵    | 연제구 성지곡로 111          | 조계종 |      |
| 금정선원 | 金井禪院  | 동래구 우장춘로 157-59       | 조계종 |      |
| 마하사   | 摩河寺    | 연제구 봉수로 138            | 조계종 |      |
| 묘심사   | 妙心寺    | 동구 망양로 671              | 조계종 |      |
| 미륵사   | 彌勒寺    | 금정구 북문로 126            | 조계종 |      |
| 범어사   | 梵魚寺    | 금정구 범어사로 250          | 조계종 |      |
| 법륜사   | 法輪寺    | 동래구 동래로 162            | 조계종 |      |
| 불곡암   | 佛谷庵    | 남구 유엔평화로66번길 18     | 조계종 |      |
| 선암사   | 仙岩寺    | 부산진구 백양산로 138        | 조계종 | []   |
| 성암사   | 聖岩寺    | 남구 진남로210번길 58-15     | 조계종 |      |
| 안적사   | 安寂寺    | 기장군 기장읍 내리길 461-16  | 조계종 |      |
| 약수사   |           | 사상구 덕포2동 21-2          | 법화종 | []   |
| 약수암   | 藥水庵    | 사상구 덕포2동 21-2          | 법화종 |      |
| 연등사   | 燃燈寺    | 동구 좌천동로 17-3           | 조계종 |      |
| 영주암   | 瀛洲庵    | 수영구 망미배산로76번나길 15 | 조계종 |      |
| 옥련선원 | 玉蓮禪院  | 수영구 광남로257번길 58      | 조계종 |      |
| 운수사   | 雲水寺    | 사상구 모라로219번길 173     | 조계종 |      |
| 월명사   | 月明寺    | 기장군 일광읍 횡계길 59-112  | 태고종 |      |
| 장안사   | 長安寺    | 기장군 장안읍 장안로 482     | 조계종 |      |
| 정수암   | 淨水庵    | 금정구 북문로 160            | 조계종 |      |
| 척판암   | 擲板庵    | 기장군 장안읍 장안로 490-156 | 조계종 |      |
| 청량사   | 淸凉寺    | 강서구 제도로 29             | 조계종 |      |
| to부정사 | 慧苑精舍) | 연제구 고분로68번길 47       | 조계종 |      |

## 같이 보기
- 한국의 사찰 목록